# Marsberg
Marsberg är en stad i Hochsauerlandkreis, i det tyska förbundslandet Nordrhein-Westfalen. Staden har cirka 20 000 invånare, på en yta av 182 kvadratkilometer.